# Robert Lehniger

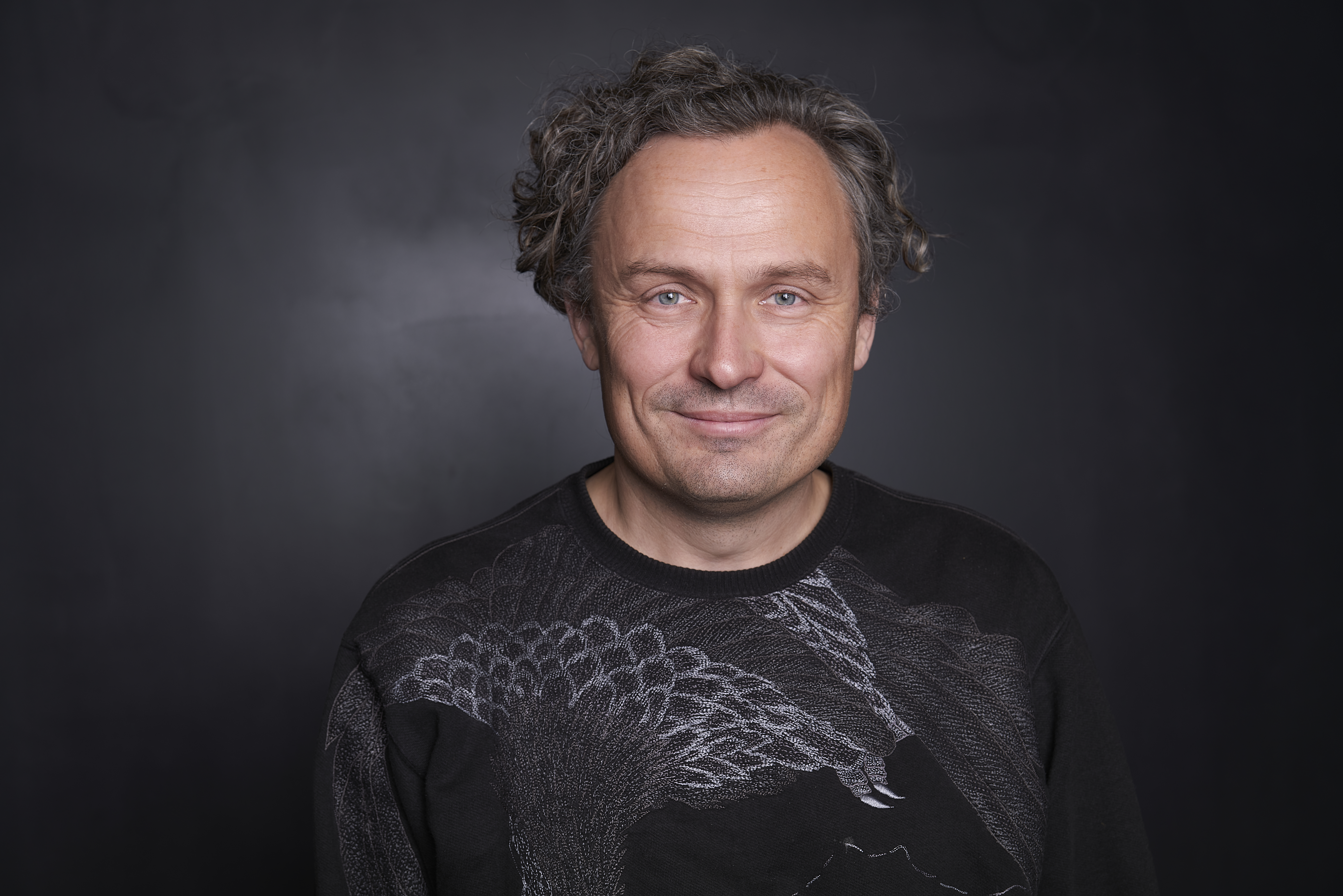
Robert Lehniger (2021)

Robert Lehniger (* 1974 in Weimar) ist ein deutscher Regisseur und Videokünstler.

## Leben
Lehniger wurde 1974 in Weimar geboren und wuchs in Gotha auf. Später studierte er Visuelle Kommunikation und Mediengestaltung (Experimentelle Television) an der Bauhaus-Universität Weimar. Eines seiner ersten Theaterprojekte „Wir Voodookinder“ in dem u. a. auch Sandra Hüller debütierte, wurde 1996 zum Theatertreffen der Jugend nach Berlin eingeladen. Von 2000 bis 2002 war er Regieassistent am Theater Basel. Seit 2002 arbeitet er als freier Regisseur und Videokünstler.
2008 wurde Lehniger für Robinson Crusoe oder Friday, I'm in love zum Theaterfestival junger Regisseure Radikal jung ans Münchner Volkstheater eingeladen. Mit seiner Inszenierung von Rainer Werner Fassbinders Katzelmacher wurde er 2015 erneut zum Berliner Theatertreffen der Jugend eingeladen.
2016 entwickelte Lehniger in Düsseldorf das Format des Theater „to go“, in dem er Bearbeitungen von deutschen Klassikern aufführt und das Theater auf Einladung Düsseldorfer Bürger an verschiedene Orte der Stadt bringt. Entstanden ist seine Idee zum Format während der Sanierung des Schauspielhauses am Gustaf-Gründgens-Platz. Das neue Leitungsteam der Intendanz von Wilfried Schulz hatte zunächst keinen festen Spielort mehr, und aus dem unfreiwilligen Umgang mit Provisorien entstand schließlich die Idee, die Inszenierungen an verschiedenen Orten Düsseldorfs aufzuführen. Bisher wurden so Goethes Faust (to go), Lessings Nathan (to go) und Dorsts Parzival (to go) auf Gastspielreise durch die Stadt geschickt und so unter anderem in der JVA, im Industrieclub, in der Bunkerkirche, im Düsseldorfer Landtag, im Oberlandesgericht, in der Düsseldorfer Synagoge, in der Psychiatrie und später auch im Schauspielhaus gezeigt. 2023 folgte die Neuinszenierung von Schillers Johanna (to go). Lehnigers Format wurde ebenfalls von der Wissenschaftlerin Verena Elisabet Eitel aufgegriffen, die dieses anschließend zum Gegenstand einer Forschungsarbeit über „temporäre Aufführungsanordnungen“ machte.
Neben seiner Arbeit als Regisseur produzierte er Videos für Inszenierungen von Stefan Pucher, Benedikt von Peter, Calixto Bieito und Christiane Pohle.
Von 2019 bis 2022 war er Professor für Schauspiel und Studiengangsleiter am Cours Florent Berlin an der Hochschule Macromedia. Seit September 2022 leitet er die MetFilm School in Berlin.
2021 wurde seine Inszenierung „Corpus Delicti“ nach dem Roman von Juli Zeh am Deutschen Theater Berlin zu den Ruhrfestspielen und zum Schäxpir-Theaterfestival für junges Publikum nach Linz eingeladen.

## Werk
In seinen filmischen Arbeiten, Bühneninszenierungen, Videoinstallationen und Transmedia-Projekten untersucht er die Schnittstelle von Theater und digitalen Medien und spielt mit den Formen des medialen Erzählens im Realraum und im Netz. Seine Arbeiten basieren auf Romanvorlagen, Filmstoffen und eigenen Stückentwicklungen und werden u. a. an Schauspiel- und Opernhäusern in Deutschland, Österreich und der Schweiz gezeigt, wie z. B. am Düsseldorfer Schauspielhaus, am Schauspielhaus Zürich, am Schauspiel Frankfurt, an den Münchner Kammerspielen, an der Volksbühne Berlin, am Burgtheater Wien, am Residenztheater München, am Theater Neumarkt in Zürich, am Staatsschauspiel Dresden und an der Deutschen Oper Berlin.
Er führt auch Regie bei der Show zur Verleihung des Europäischen Filmpreises 2023 in Berlin.

## Inszenierungen (Auswahl)
- 2001, Theater Basel: Neunundreißigneunzig nach dem Roman von Frédéric Beigbeider, Schweizer Erstaufführung[25]
- 2002, Theater Basel: Das Pulverfass von Dejan Dukowski[26]
- 2003, Schauspiel Frankfurt: Phaidras Liebe von Sarah Kane[27]
- 2003, Luzerner Theater: Moby Dick nach dem Roman von Herman Melville
- 2004, Schauspielhaus Zürich: The Cocka Hola Company nach dem Roman von Matias Faldbakken
- 2004, Schauspielhaus Zürich: Zwanzig Minuten Stille von den Gebrüdern Presnjakow[28]
- 2004, Theaterhaus Jena: Die Nibelungen nach Friedrich Hebbel
- 2005, Münchner Kammerspiele: A girl in a car with a man von Rob Evans
- 2005, Schauspiel Frankfurt: God save Amerika von Bljana Srbljanovic[29][30]
- 2006, Theater Basel: Liebe, Arbeit, Video Stückentwicklung mit Matthias Günther nach dem Essay von Jean-Luc Godard Rette sich wer kann (Das Leben)[31]
- 2007, Volksbühne Berlin: Macht und Rebel von Matias Faldbakken[32]
- 2007, Burgtheater Wien (Kasino am Schwarzenbergplatz): boat peopleTM - Das Label ist schön von Johannes Schrettle und Lisa D.[33]
- 2007, Schauspiel Frankfurt: Robinson Crusoe oder Friday, I'm in love nach dem Roman von Daniel Defoe mit Texten von Johannes Schrettle[34]
- 2008, Schauspiel Frankfurt: Nibelungen Remake eines deutschen Trauerspiels nach Friedrich Hebbel mit Texten von Johannes Schrettle[35]
- 2008, Burgtheater Wien (Kasino am Schwarzenbergplatz): Ich habe King Kong zum Weinen gebracht (UA) von Johannes Schrettle[36]
- 2009, Schauspiel Frankfurt: apartment666.com (Webserie) 15 Kurzfilme[37][38]
- 2009, Schauspiel Hannover: Die Träumer nach dem Roman von Gilbert Adair[39]
- 2010, Theater Neumarkt Zürich: Week_End nach dem Film von Jean-Luc Godard[40]
- 2010, Schauspiel Hannover: Neverland (Stückentwicklung)[41]
- 2011, Theater Neumarkt Zürich: A Hole in my Heart nach dem Film von Lukas Moodyson
- 2011, Residenztheater München: Eyjafjallajökull-Tam-Tam von Helmut Krausser[42]
- 2012, Schauspiel Hannover: Faserland nach dem Roman von Christian Kracht[43]
- 2013, Deutsche Oper Berlin: Der Ring: Next Generation von Richard Wagner und Alexandra Holtsch[44][45]
- 2013, Staatsschauspiel Dresden: Schneckenmühle nach dem Roman von Jochen Schmidt[46]
- 2014, Theater Bremen: HAIR von Galt Macdermot und Warren Suicide[47]
- 2015, Staatsschauspiel Dresden: Katzelmacher von Rainer Werner Fassbinder[10]
- 2015, Theater Bremen: Oreste von Georg Friedrich Händel[48]
- 2016, Staatsschauspiel Dresden: Europa von Lars von Trier[49]
- 2016, Deutsches Theater Berlin: Herr der Fliegen: survival mode nach William Golding[50]
- 2017, Düsseldorfer Schauspielhaus: Faust (to go) von Johann Wolfgang Goethe[12]
- 2017, Theater Bremen: The Fairy Queen von Henry Purcell[51]
- 2018, Düsseldorfer Schauspielhaus: Nathan (to go) von Gotthold Ephraim Lessing[13]
- 2018, Münchner Kammerspiele: Zeit zu lieben Zeit zu sterben von Fritz Kater[52]
- 2018, Düsseldorfer Schauspielhaus: Abiball (UA) von Lutz Hübner und Sarah Nemitz[53]
- 2019, Deutsches Theater Berlin: Verirrten sich im Wald nach Hänsel und Gretel der Gebrüder Grimm[54]
- 2019, Düsseldorfer Schauspielhaus: Parzival (to go) von Tankred Dorst[14]
- 2020, Deutsches Theater Berlin, Ruhrfestspiele: Corpus Delicti nach dem Roman von Juli Zeh[55][21]
- 2022, Münchener Biennale: Davor von Yoav Pasovsky[56][57]
- 2022, Schauspielhaus Bochum: Verbundensein von Kae Tempest[58]
- 2023, Düsseldorfer Schauspielhaus: Johanna (to go) von Friedrich Schiller[15]

## Auszeichnungen
- 2003: Einladung zum Prager Theaterfestival deutscher Sprache mit der Inszenierung Neunundreissigneunzig nach dem Roman von Frédéric Beigbeder am Theater Basel[59]
- 2005: Einladung zum Berliner Theatertreffen mit Stefan Puchers Inszenierung Homo Faber von Max Frisch am Schauspielhaus Zürich, an der Lehniger als Dramaturg mitarbeitete[60]
- 2011: Auszeichnung „Hammer in Gold“ der Fachzeitschrift HORIZONT in der Ausgabe 43/2011 für das Crossmedia-Projekt Eyjafjallajökull-Tam-Tam[42][61][62]
- 2023: Einladung zu den 22. Internationalen Schillertagen ans Nationaltheater Mannheim mit der Inszenierung von Friedrich Schillers Johanna (to go) am Düsseldorfer Schauspielhaus[63][64]